# Harry A. Johnston

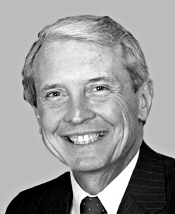
Harry A. Johnston

Harry A. Johnston (* 2. Dezember 1931 in West Palm Beach, Florida; † 28. Juni 2021 ebenda) war ein US-amerikanischer Politiker (Demokraten). Zwischen 1989 und 1997 vertrat er den Bundesstaat Florida im US-Repräsentantenhaus.

## Werdegang
Harry Johnston besuchte bis 1953 das Virginia Military Institute und diente danach von 1953 bis 1955 als Leutnant in der US Army. Nach einem anschließenden Jurastudium an der University of Florida und seiner im Jahr 1958 erfolgten Zulassung als Rechtsanwalt begann er in West Palm Beach in seinem neuen Beruf zu arbeiten. Gleichzeitig schlug er als Mitglied der Demokratischen Partei eine politische Laufbahn ein. Zwischen 1974 und 1986 saß Johnston im Senat von Florida, dessen Präsident er seit 1984 war. Im Jahr 1986 strebte er erfolglos die Nominierung seiner Partei als Kandidat für die anstehende Gouverneurswahl an.
Bei den Kongresswahlen des Jahres 1988 wurde Johnston im 14. Wahlbezirk von Florida in das US-Repräsentantenhaus in Washington, D.C. gewählt, wo er am 3. Januar 1989 die Nachfolge von Dan Mica antrat. Nach drei Wiederwahlen konnte er bis zum 3. Januar 1997 vier Legislaturperioden im Kongress absolvieren. Seit 1993 vertrat er dort als Nachfolger von Dante Fascell den 19. Distrikt seines Staates. Während seiner Zeit als Kongressabgeordneter wurde im Jahr 1992 der 27. Verfassungszusatz verabschiedet.
Im Jahr 1996 verzichtete Harry Johnston auf eine erneute Kandidatur. Nach seinem Ausscheiden aus dem US-Repräsentantenhaus zog er sich in den Ruhestand zurück.